# پارگین

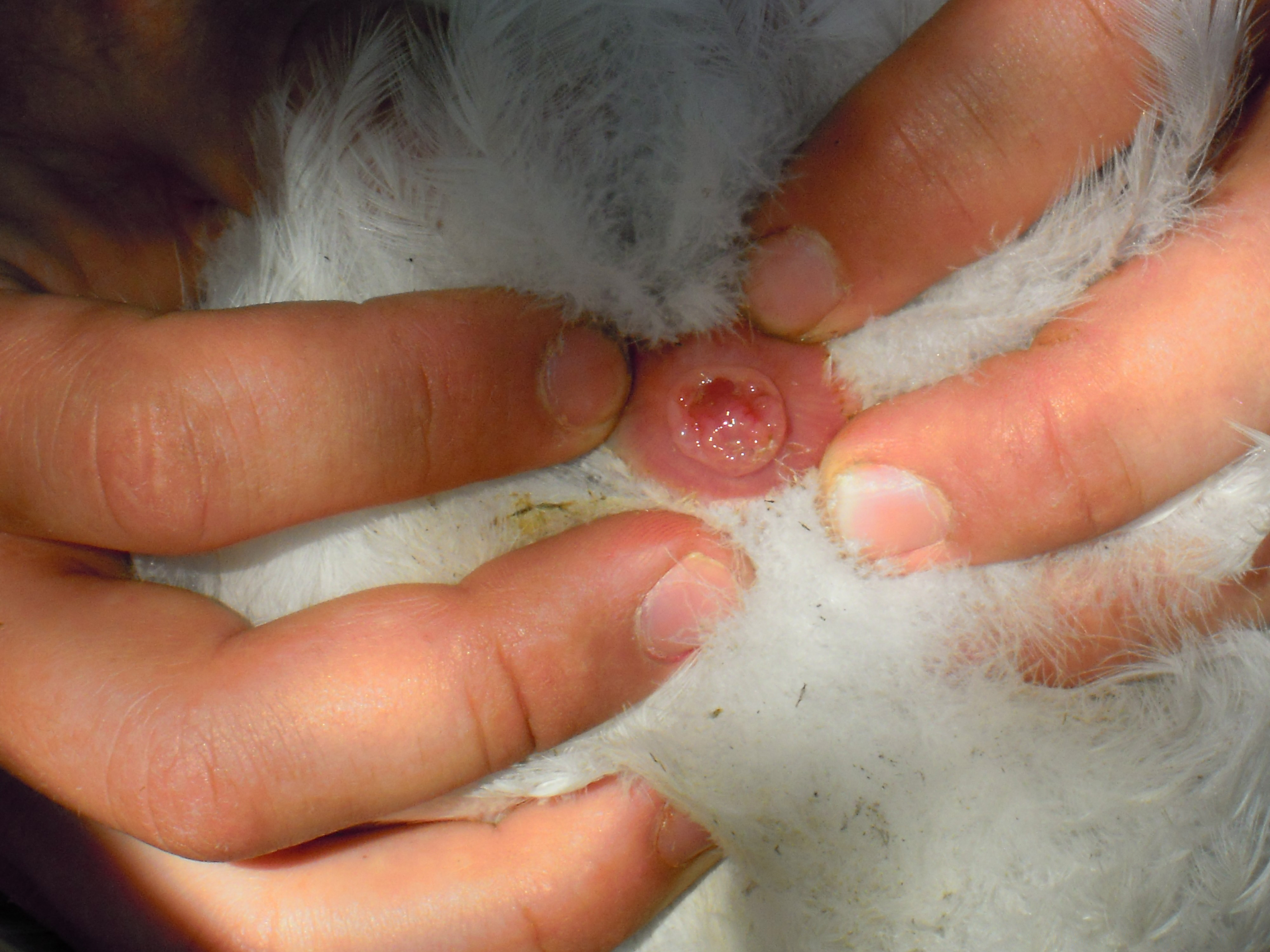
پارگین در یک پرنده ماده

پارگین یا کلواک (به انگلیسی: Cloaca)، سوراخی در پایین شکم یا پشت جانور است که به عنوان تنها مخرج برای مجرای روده‌ای، تناسلی و ادراری گونه‌های خاصی از جانوران عمل می‌کند. برخلاف پستانداران جفت دار، که دارای ۲ یا ۳ سوراخ جداگانه برای دفع هستند، تمام دوزیستان، پرندگان، خزندگان و تک‌سوراخ‌سانان دارای یک مخرج هستند و از طریق آن هم ادرار و هم مدفوع را دفع می‌کنند.
ناحیهٔ پارگین معمولاً با یک عضو ترشحی مرتبط است که «غدهٔ پارگین» نام دارد و گفته می‌شود که این غده با رفتار نشانه‌ای رایحه‌ای برخی خزندگان، دوزیستان و تک سوراخ‌سانان مرتبط است.

## پرندگان

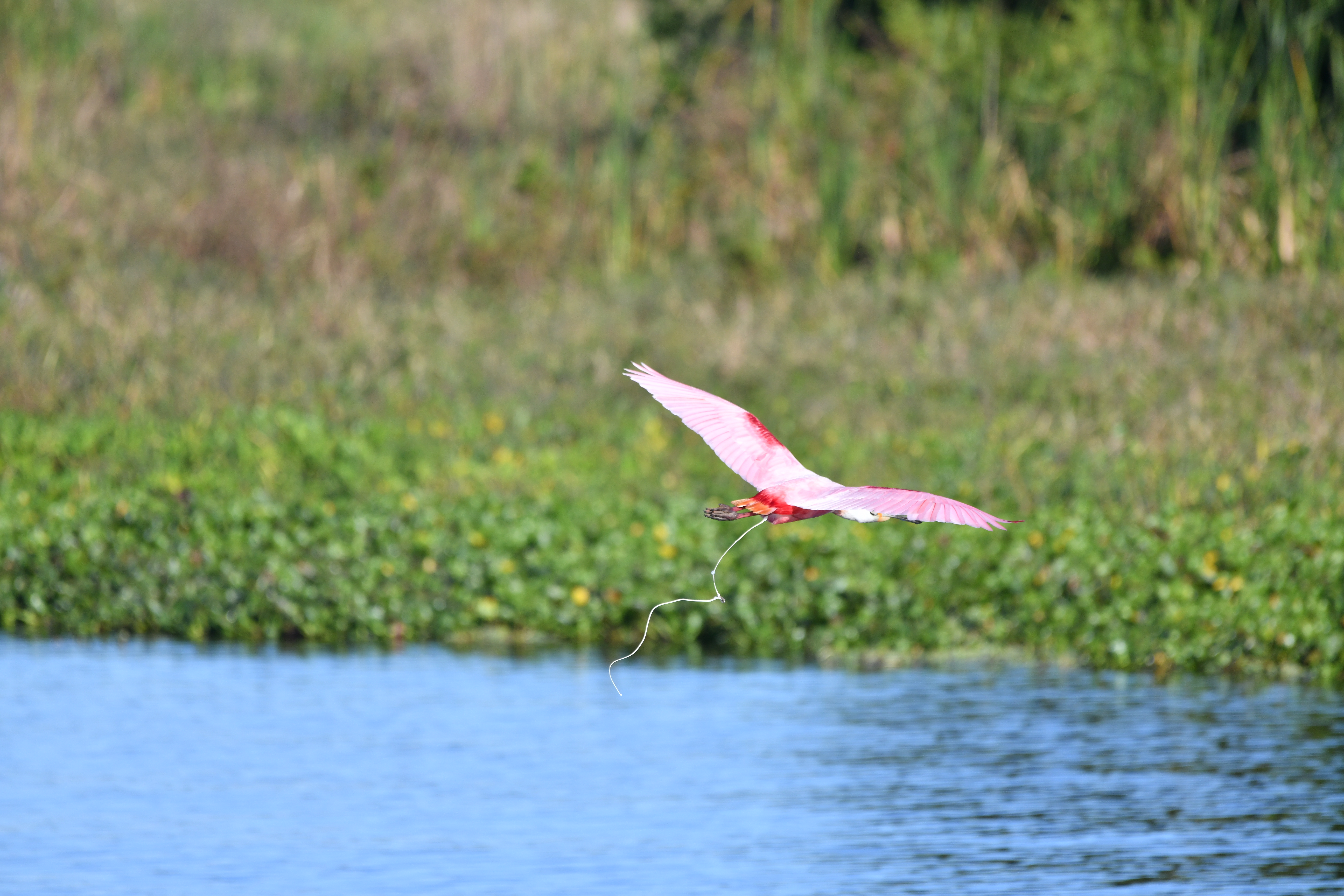
تصویر، پرنده‌ی بی‌سُر خرطومی را در حال پرواز نشان می‌دهد که از طریق کلوآک یا پارگین خود، فضولات و ادرار را دفع می‌کند؛ پرندگان از این مجرای مشترک برای دفع مواد زائد به صورت یکجا استفاده می‌کنند.

پرندگان با استفاده از پارگین خود تولید مثل می‌کنند. این در طول یک بوسه پارگین در اکثر پرندگان رخ می‌دهد. پرندگانی که با استفاده از این روش جفت‌گیری می‌کنند پارگین خود را با هم لمس می‌کنند، در برخی از گونه‌ها تنها برای چند ثانیه، زمان کافی برای انتقال اسپرم از نر به ماده است. برای برخی از پرندگان مانند شترمرغ، کاسواری، کیوی، غازها و برخی از گونه‌های قو و اردک، نرها از کلوکا برای تولید مثل استفاده نمی‌کنند، بلکه دارای فالوس هستند.
یک مطالعه به پرندگانی پرداخته‌است که از پارگین خود برای خنک کردن استفاده می‌کنند.

## تنفس
برخی از لاک پشت‌ها، به ویژه آنهایی که در غواصی تخصص دارند، در طول غواصی به شدت به تنفس پارگین وابسته هستند. آنها این کار را با داشتن یک جفت مثانه هوای جانبی متصل به پارگین انجام می‌دهند که می‌تواند اکسیژن را از آب جذب کند.
خیارهای دریایی از تنفس پارگین استفاده می‌کنند. جریان مداوم آب از طریق آن باعث شده تا ماهی‌های مختلف، کرم‌های چندگانه و حتی خرچنگ‌ها در حین زندگی محافظت شده در داخل خیار از آن بهره ببرند. در شب، بسیاری از این گونه‌ها از طریق مقعد خیار دریایی در جستجوی غذا بیرون می‌آیند.

## خزندگان
در خزندگان، پارگین از اورودئوم، پروکتودئوم و کوپرودئوم تشکیل شده‌است. برخی از گونه‌ها پارگین را برای افزایش تبادل گاز اصلاح کرده‌اند. این‌جایی است که فعالیت تولیدمثلی رخ می‌دهد.

## منابع

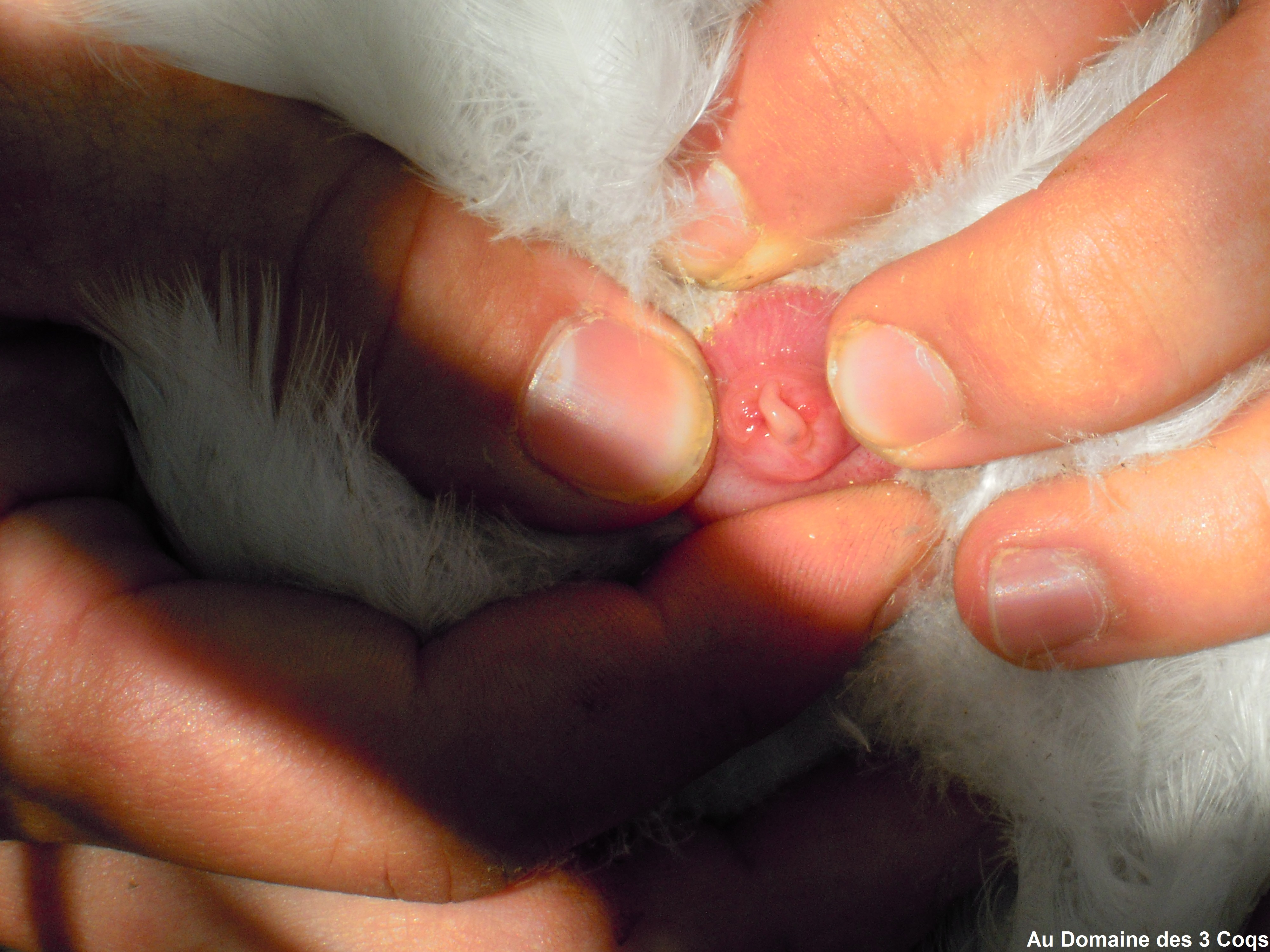
پارگین در یک پرنده نر